# Barylaus
Barylaus is een geslacht van kevers uit de familie van de loopkevers (Carabidae). De wetenschappelijke naam van het geslacht is voor het eerst geldig gepubliceerd in 1985 door Liebherr.

## Soorten
Het geslacht Barylaus omvat de volgende soorten:
- Barylaus estriata (Darlington, 1939)
- Barylaus puncticeps (Darlington, 1939)